# رانيا محمد
رانيا محمد (2 مارس 1975 -)، ممثلة سورية.

## عن حياتها
بدايتها كانت في مسلسل عمشة بنت عماش عام 2007

## من أعمالها

### من المسلسلات
- 2007: عمشة بنت عماش.
- 2009: قلب أبيض.
- 2009: عمشة في ديرة النسوان.
- 2009: عطر.
- 2009: أسوار 2.
- 2009: طاش ما طاش 16.
- 2010: فينك.
- 2010: فيلم الخطأ الكبير.
- 2011: فينك 2.
- 2011: غشمشم 6.
- 2011: طاش ما طاش 18.
- 2014: سواق وشغالة.

## روابط خارجية
- رانيا محمد على موقع قاعدة بيانات الأفلام العربية